# ハーバルエッセンス
ハーバルエッセンス (HERBAL ESSENCES) とはP&Gの子会社のマックスファクターが販売するヘアケア製品。タイ製。

## 歴史
ハーバルエッセンスは元々、米国の大手医薬品メーカーブリストル・マイヤーズ・スクイブ社 (BMS) のヘアケア部門「クレイロール」の製品で、日本では1999年にBMS社から発売されていたが、コンシューマー部門のシーブリーズが資生堂に売却され部門閉鎖とともに2000年7月に発売中止となっていた。
その後、2001年5月にP&Gが「クレイロール」部門を買収した事により、2004年4月よりP&Gの製品として発売（実質上の日本再参入）されている。
2007年8月に「楽園トリップ体験」をコンセプトとした大幅なリニューアルを行い、フローラルリリーと海洋ミネラルエッセンスを配合したリラックス系の「マーメイドモイスチャー（水色のボトル）」、ローズエッセンスとシルクプロテインクリームを配合したロマンティック系の「エンジェルスムース（ピンクのボトル）」、パールエッセンスとグレープフルーツエキスを配合したリフレッシュ系の「ジューシーサンシャイン（オレンジのボトル）」の3タイプに刷新された。
2011年7月には2度目となる大幅なリニューアルを行い、日本人の髪に合わせた日本国内専用仕様として処方を刷新。ラインナップをピンクのボトルの「なめらかスムース」と紫のボトルの「うるおいモイスチャー」の2タイプに整理。さらに、シャンプーとコンディショナーはサイズラインナップも見直され、ボトルサイズは従来の約半分に減らし（300ml/300g→160ml/160g）、新たにポンプサイズ（480ml/480g）とつめかえ用（340ml/340g）を追加設定し、3サイズとなった。2012年9月には3度目のリニューアルを行い、ポンプサイズは内容量の変更（480ml/480g→465ml/465g）を行った。
2013年9月には、天然由来成分と厳選された香りを配合したアウトバストリートメントを追加発売し、「なめらかスムース」にはツバキオイルとピンクローズの抽出成分を配合したローズの香りの「集中スムース美容液」を、「うるおいモイスチャー」にはハニーとラベンダーの抽出エッセンスを配合したフローラルの香りの「集中モイスチャー美容液」をそれぞれ追加した。

## 概要
2011年7月発売のリニューアル製品では、日本人の髪質の合わせた処方を新たに開発。シャンプーは髪同士がすりあって起こる摩擦から髪を守り、濡れた髪でもからまず、滑らかな指通りを目指した処方に。コンディショナーはダメージを受けた部分に選択的に吸着する美容液成分（ビスアミノプロピルジメチコン）を配合。トリートメントはコンディショナーに比べ補修成分を高濃度配合した。香りは、「うるおいモイスチャー」は前シリーズの「エンジェルスムース」の香りを継承したフローラル系の香りを、「なめらかスムース」はローズ系の香りを採用した。さらに、天然由来成分も新たに配合され、「なめらかスムース」はツバキオイルとピンクローズ成分を、「うるおいモイスチャー」はハニー抽出成分とラベンダー抽出エッセンスをそれぞれ配合した。
2012年9月のリニューアルでは髪の美容液成分を高濃度化し、新たに菜種由来のトリートメント成分を配合した。
クラシックは天然由来成分を配合したシリーズで、シャンプーはノンシリコン処方である。ローズヒップオイル、ビタミンE、ホホバエッセンスなどを配合したピンク系ボトルの「ロマンティックアロマローズコレクション」とカモミール、アロエベラ、パッションフラワーエキスなどを配合したイエロー系ボトルの「リラックスカモミールコレクション」の2種類が設定される。元々は限定品として発売されており、シャンプー・コンディショナーのペアセットのみの設定だったが、シャンプー・コンディショナーの単品やつめかえ用が設定されたことでレギュラー製品化された。

## ラインナップ
- なめらかスムース
  - シャンプー
  - コンディショナー
  - 集中トリートメント
  - 集中スムース美容液
- うるおいモイスチャー
  - シャンプー
  - コンディショナー
  - 集中トリートメント
  - 集中モイスチャー美容液
- クラシック ロマンティックローズコレクション
  - シャンプー
  - コンディショナー
- クラシック リラックスカモミールコレクション
  - シャンプー
  - コンディショナー